# 嵩焘滩
嵩焘滩（越南语：／，“象耳螺灘”之意），又名先驱滩，位于南中国海西沙群岛南部，浪花礁西南约23海里，实际上是一座水下平顶山，最浅处水深232米。1983年中华人民共和国中国地名委员会公布的标准名称为“嵩焘滩”，以纪念中国首位驻外使节郭嵩焘。郭嵩焘把出使英国途中见闻写成《使西纪程》，书中指出西沙群岛属于中国。
嵩焘滩现由中华人民共和国政府实际控制，行政上划归海南省三沙市管辖。越南政府亦声称拥有其主权。